# 1859 en musique classique
| \| • Retour à la chronologie générale de la musique classique • \| |
| Grèce • Rome • Haut Moyen Âge • VIIIe siècle • IXe siècle • Xe siècle • XIe siècle XIIe siècle • XIIIe siècle • XIVe siècle • XVe siècle • XVIe siècle • XVIIe siècle XVIIIe siècle • XIXe siècle • XXe siècle • XXIe siècle |
| • Retour à la chronologie générale de la musique classique • |

| Années en musique classique : 1856 - 1857 - 1858 - 1859 - 1860 - 1861 - 1862    |
| Décennies en musique classique : 1820 - 1830 - 1840 - 1850 - 1860 - 1870 - 1880 |

## Événements
- 22 janvier : le Concerto pour piano no 1 de Johannes Brahms, créé à Hanovre.
- 17 février : Un ballo in maschera (Un bal masqué), opéra de Giuseppe Verdi, créé au Teatro Apollo de Rome.
- 19 mars : Faust, opéra de Charles Gounod, créé au Théâtre-Lyrique.
- 4 avril : Pardon de Ploërmel (Dinorah), opéra de Giacomo Meyerbeer, créé à l'Opéra-Comique.

Date indéterminée
- Fondation de la Société musicale russe par Rubinstein.
- Le compositeur allemand Richard Wagner compose son opéra Tristan et Isolde.

## Naissances

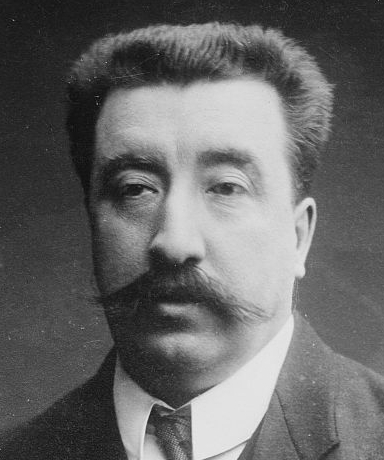
Camille Chevillard

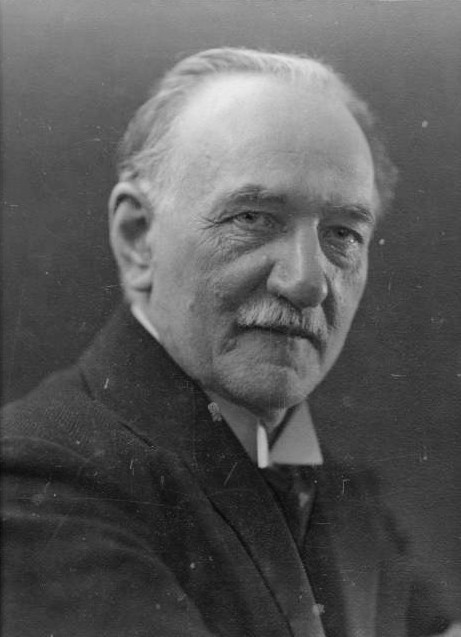
Josef Bohuslav Foerster

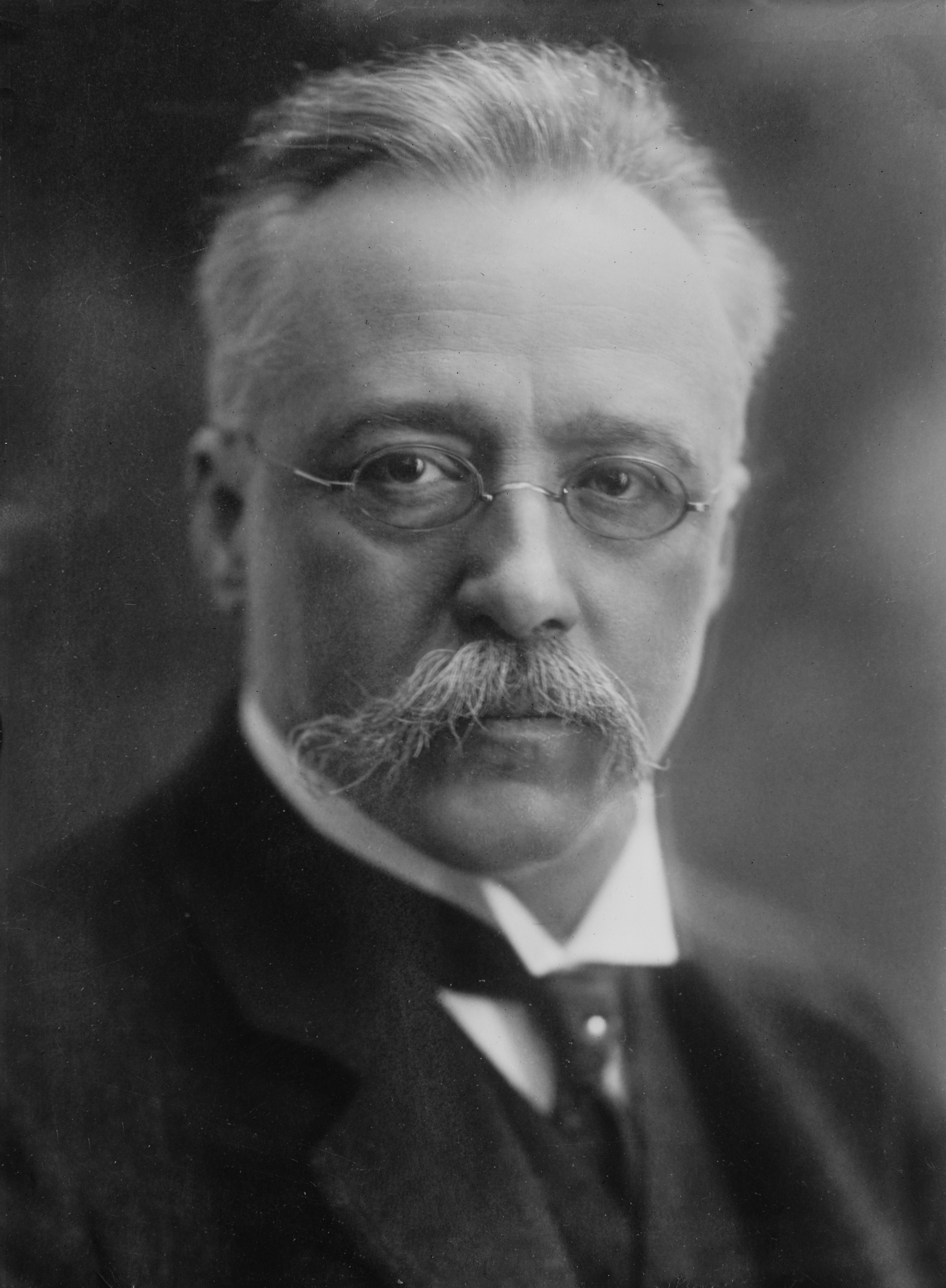
Max Fiedler

- 6 janvier : Anatoli Brandoukov, violoncelliste russe († 16 février 1930).
- 9 janvier : Léon Du Bois, compositeur et organiste belge († 19 novembre 1935).
- 27 janvier : Émery Lavigne, pianiste, organiste, compositeur et professeur de musique québécois  († 2 juillet 1902).
- 1er février : 
  - Karel Halíř, violoniste et pédagogue tchèque († 21 décembre 1909).
  - Victor Herbert, compositeur d'opérettes, violoncelliste et chef d'orchestre († 26 mai 1924).
- 3 février : Jules Combarieu, musicologue français († 7 juillet 1916).
- 13 février : Ida Moberg, compositrice et chef d'orchestre finlandaise († 2 août 1947).
- 8 mars : 
  - Karl Goepfart, compositeur et chef d'orchestre allemand († 30 janvier 1942).
  - Louise Thuillier-Leloir, artiste lyrique française († 18 janvier 1936).
- 16 mars : Léon Letellier, bassoniste et pédagogue français († 21 janvier 1943).
- 29 mars : Herman Bemberg, compositeur français († 21 juillet 1931).
- 3 avril : Reginald De Koven, critique musical et compositeur américain († 16 janvier 1920).
- 7 avril : Guillaume Guidé, hautboïste et directeur de théâtre († 19 juillet 1917).
- 8 mai : Juliette Simon-Girard, soprano française († 1954).
- 13 mai : August Enna, compositeur danois († 3 août 1939).
- 6 juin : Manuel Gómez, clarinettiste espagnol († 8 janvier 1922).
- 2 juillet : August Göllerich, pianiste, musicologue, professeur de musique et chef d'orchestre autrichien († 16 mars 1923).
- 11 juillet : Alfred Maria Willner, librettiste et compositeur autrichien († 27 octobre 1929).
- 14 juillet : Willy Hess, violoniste allemand († 17 février 1939).
- 15 juillet : Hedwige Chrétien, compositrice française († 1944).
- 19 juillet : Elisabeth Meyer, compositrice danoise († 4 juillet 1927).
- 8 août : Prosper Mimart, clarinettiste français et professeur au Conservatoire de Paris († 12 janvier 1929).
- 18 septembre : Rosa Papier, chanteuse d’opéra mezzo-soprano autrichienne († 9 février 1932).
- 24 septembre : Julius Klengel, violoncelliste allemand († 27 octobre 1933).
- 30 septembre : Adèle Rémy, cantatrice française († date de décès inconnue).
- 14 octobre : Camille Chevillard, compositeur et chef d'orchestre français († 30 mai 1923).
- 20 octobre : Guglielmo Zuelli, compositeur, chef d'orchestre et pédagogue italien († 17 octobre 1941).
- 22 octobre : Karl Muck, chef d'orchestre allemand († 4 mars 1940).
- 26 octobre : Arthur Friedheim, pianiste et compositeur allemand († 19 octobre 1932).
- 19 novembre : Mikhaïl Ippolitov-Ivanov, compositeur russe († 28 janvier 1935).
- 30 novembre : Sergueï Liapounov, compositeur russe († 8 novembre 1924).
- 9 décembre : Algernon Ashton, professeur, pianiste et compositeur anglais († 10 avril 1937).
- 24 décembre : 
  - Ellen Riley Wright, compositrice anglaise († 3 août 1904).
  - Roman Statkowski, compositeur polonais († 12 novembre 1925).
- 27 décembre : Hope Temple, compositrice irlandaise († 10 mai 1938).
- 28 décembre : Gerard von Brucken Fock, pianiste et compositeur néerlandais († 15 août 1935)..
- 30 décembre : Josef Bohuslav Foerster, compositeur tchèque († 29 mai 1951).
- 31 décembre : 
  - Max Fiedler, chef d'orchestre et compositeur allemand († 1er décembre 1939).
  - Ernest Münch, organiste alsacien († 1928).

Date indéterminée
- Laura Sedgwick Collins, musicienne, compositrice et actrice américaine († 1927).
- Teresa Tanco Cordovez de Herrera, pianiste et compositrice colombienne  († 1946).
- Vincenza Garelli della Morea, compositrice, et pianiste italienne († après 1924).

## Décès

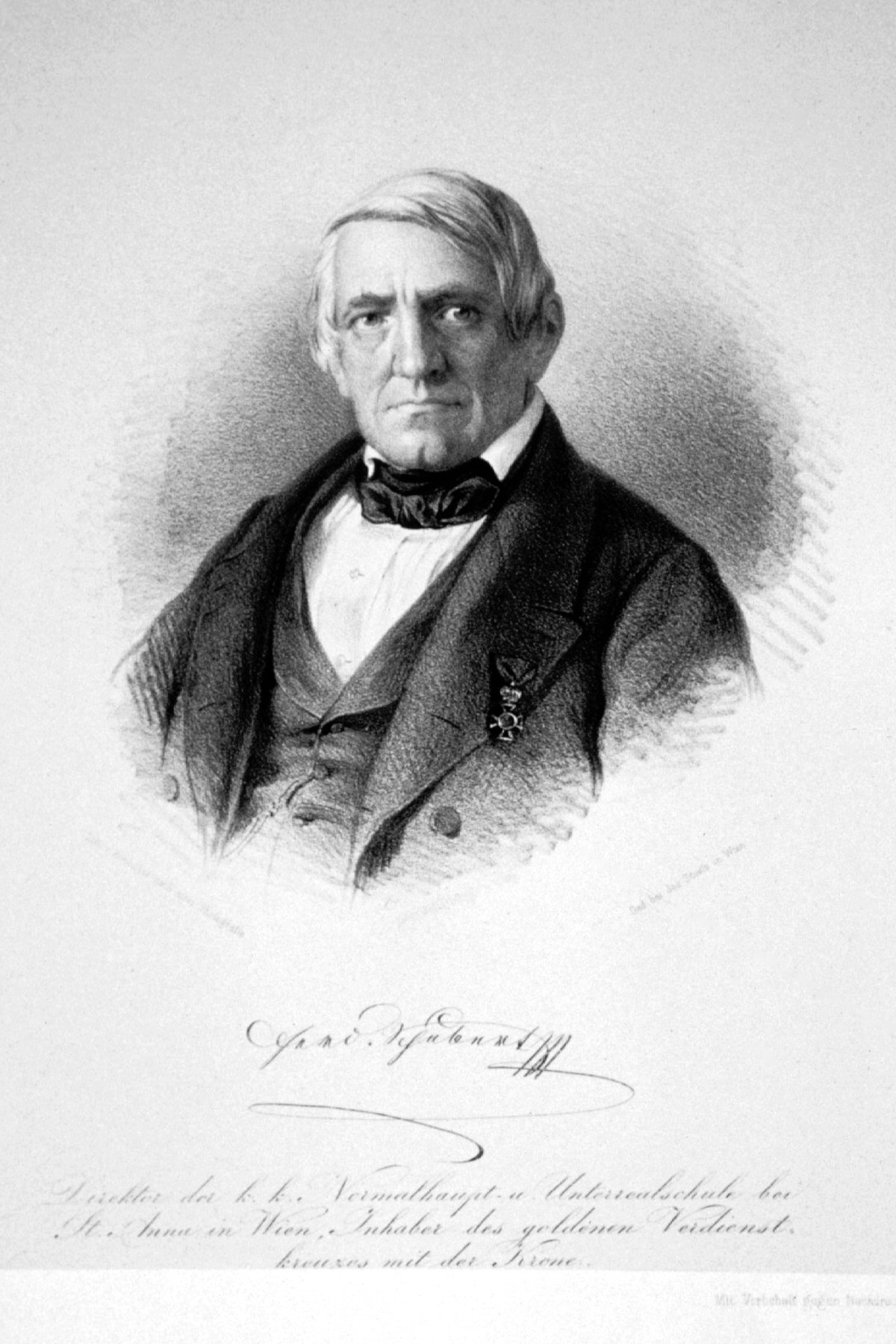
Ferdinand Schubert

- 3 janvier : Victorine Farrenc, pianiste et compositrice française (° 23 février 1826).
- 13 janvier : Francisco José Debali,  (Debály Ferenc József) compositeur hongrois (° 26 juillet 1791).
- 6 février : Jane Stirling, aristocrate écossaise, élève de Frédéric Chopin (° 15 janvier 1804).
- 19 février : John Abbey, facteur d'orgue anglais (° 22 décembre 1785).
- 26 février : Ferdinand Schubert, compositeur et organiste autrichien (° 18 octobre 1794).
- 14 mars : Nicola Tacchinardi, violoncelliste et ténor italien (° 3 septembre 1772).
- 15 mars : Adelaide Tosi, soprano italienne (° 20 mai 1800).
- 29 juillet : Auguste Mathieu Panseron, compositeur et pédagogue français (° 26 avril 1795).
- 22 octobre :
  - Jean-Baptiste Charbonnier, organiste et compositeur français (° 23 avril 1764).
  - Louis Spohr, compositeur et violoniste allemand (° 5 avril 1784).
- 7 novembre : Carl Gottlieb Reissiger, compositeur allemand (° 31 janvier 1798).
- 31 décembre : Luigi Ricci, compositeur italien (° 8 juillet 1805).